# Håkan Ericson
Håkan Ericson (født 29. maj 1960, Åby, Norrköping) er en svensk fodboldtræner og nuværende landstræner for Færøernes fodboldlandshold, han blev ansat i december 2019 og har kontrakt i fire år.. Gennem hans fodboldkarriere som spiller, spillede han for bl.a. Åby IF, FK Kick og IK Sleipner. Han er søn af forhenværende landstræner for Sveriges fodboldlandshold Georg Ericson.
Håkan Ericson fik en god start som Færøernes landstræner. Holdet vandt de to første kampe i UEFA Nations League 2020-21 i League D, først blev det en 3-2 hjemmesejr mod Malta, og tre dage senere en 1-0 sejr på udebane mod Andorra. Den 17. november 2020 vandt Færøerne Gruppe 1 i Nations League D ved at spille uafgjort 1-1 mod Malta. Derved rykkede Færøerne op i League C.

## Hæder

### Træner
Sverige
- U/21 Europamesterskabet i fodbold: 2015[6]

## Trænerstatistik
Oversigten er opdateret til og med kampe spillet den 20. juni 2023
| Hold     | Fra               | Til | Statistik | Statistik | Statistik | Statistik | Statistik |
| Hold     | Fra               | Til | K         | V         | U         | T         | Sejr %    |
| -------- | ----------------- | --- | --------- | --------- | --------- | --------- | --------- |
| Færøerne | 16. december 2019 | Nu  | 34        | 8         | 9         | 17        | 23,53     |